# Colorful Days
〈Colorful Days〉(컬러풀 데이즈)는 아마미 하루카 (나카무라 에리코)·키사라기 치하야(이마이 아사미), 후타미 아미(시모다 아사미)의 싱글이다. 2008년 12월 10일에 일본 컬럼비아에서 발매되었다.

## 개요
정식적인 제목은 〈THE IDOLM@STER MASTER SPECIAL 765 “Colorful Days”〉이며, 《MASTER SPECIAL》 시리즈에 포함되어 타이틀 곡 〈Colorful Days〉는 PSP 전용 게임 《THE IDOLM@STER SP》의 주제가이다. 이 CD의 발매에 앞서 2008년 11월 21일부터 2008년 12월 3일까지의 기간 한정으로 같은 곡의 게임 버전이 휴대 사이트인 아니메로믹스 ‘아니메로☆노래’에서 착신음으로서 무료 공개되었다.
동시 발매된 오버마스터와의 동시 구입 특전으로서 선착으로 ‘미니노보리와 이벤트 응모 엽서’가 메이커 특전으로서 선물되었다.
초회 한정반에는 〈765 프로 Colorful Days 선행 프로모션 비디오〉,  〈TOKYO GAME SHOW 2008 프로모션 영상〉, 〈게임 선행 영상 ‘라이벌과의 만남 (하루카·치하야·아미편)’〉, 〈나카무라 에리코·이마이 아사미·시모다 아사미·니고 마야코으로의 인터뷰 영상〉> 이 수록된 DVD가 부속된다.

## 수록곡
| #  | 제목                                                   | 작사            | 작곡                | 편곡                                                                                         | 음악가 | 재생 시간 |
| -- | ------------------------------------------------------ | --------------- | ------------------- | -------------------------------------------------------------------------------------------- | ------ | --------- |
| 1. | 〈Colorful Days (M@STER VERSION)〉                     | 나카무라 메구미 | NBGI(사사키 히로토) | 아마미 하루카(나카무라 에리코), 키사라기 치하야(이마이 아사미), 후타미 아미(시모다 아사미)   | 4:03   |           |
| 2. | 〈좋아해〉 (スキ)                                      | 타다노 나츠미   | cota                | 아마미 하루카(나카무라 에리코), 키사라기 치하야 (이마이 아사미), 후타미 아미(시모다 아사미)  | 3:28   |           |
| 3. | 〈사일런트 나이트〉 (サイレント ナイト)                | 코바야시 카즈코 | 카즌                | 아마미 하루카(나카무라 에리코), 키사라기 치하야(이마이 아사미), 타카츠키 야요이(니고 마야코) |        |           |
| 4. | 〈Colorful Days (M@STER VERSION)〉 (오리지널 가라오케) |                 | NBGI(사사키 히로토) |                                                                                              |        |           |
| 5. | 〈좋아해〉 (오리지널 카라오케)                         |                 | cota                |                                                                                              | 3:28   |           |